# Combava (aromate)
Le combava est un aromate issu des feuilles ou du zeste des fruits du combava (Citrus hystrix), un agrume de la famille des Rutacées. Il est largement utilisé dans la cuisine de l'Asie du Sud-Est et bien connu pour parfumer le curry vert thailandais.

## Botanique
Le combava (Citrus hystrix) est un petit arbre épineux originaire des îles de la Sonde en Indonésie et notamment cultivé en Inde, dans le sud de la Chine, aux Philippines, dans le sud de l'Océan indien ainsi que sporadiquement sur le pourtour méditerranéen.

## Feuilles
On utilise principalement la feuille de combava dans la cuisine des Mascareignes, aux Philippines, en Indonésie, en Malaisie et en Asie du Sud-Est . La feuille de 8 à 10 semaines  est préférée, souple, facile à émincer, d'un parfum puissant et d'un beau vert . Elles se trouvaient facilement fraîches en Europe dans les magasins asiatiques vendant des produits thaï ou vietnamiens. Depuis 2000, les règlements phytosanitaires européens en interdisent l'importation pour prévenir des risques d'entrée de pathogènes des agrumes . Bien que produites au Portugal, en Espagne et à Chypre, elles peuvent être difficile à trouver fraiches en dehors de la Grande-Bretagne qui en est de loin leur plus gros utilisateur en occident ,.
Ses substituts, les feuilles déshydratées perdent une partie de leur arôme, les composés aromatiques sont affectés par une température de séchage de 60° et au-delà. Le séchage à l'air chaud, diminue également la teneur en acide ascorbique et en composés anti-oxydants . Il existe aussi des produits moulus. Les feuilles surgelées dont la durée de conservation dans les rayons des magasins est plus longue . Le stockage au froid des feuilles fraîches réduit le contenu en vitamine C mais augmente graduellement la teneur en composés phénoliques et en flavonoïdes . Les traitements préalables au séchages affectent négativement leur capacité antioxydante . K. V. Peter écrit dans son Handbook of Herbs and Spices (2012) « dans les salades et les condiments l'utilisation des feuilles fraîches est indispensable, les feuilles sèches ne sont pas un substitut satisfaisant ».
En revanche, l'huile essentielle de feuille de combava ou petitgrain de combava, sous réserve d'être produite sans chauffage (extraction mécanique) ou avec un chauffage sélectif rapide (extraction sans solvant assistée par micro-ondes), restitue de façon satisfaisante celle qui se trouve naturellement dans le fruit, de même pour celle des feuilles,.

## Fruit et zeste
Le zeste du fruit immature (vert) est utilisé en cuisine, il perd son parfum à maturité (jaune) . Le jus du fruit mur est utilisé dans des boissons. Dans l'hémisphère nord le fruit est disponible frais de septembre à novembre.

## Utilisation
Le combava est utilisé cru (coupé en fines lanières) où cuit, mijoté avec les aliments comme les feuilles de laurier . Il constitue un aromate puissant et s'accorde avec de nombreuses préparations : Le petit Futé Océan Indien (1993) rapport un foie gras au combava, on le trouve dans des huitres en gelée, les desserts au chocolat, les fraises au sucre (sucre de coco et de combava) ,,,.

### Sauces
Le combava relève le goût de nombreux plats et sauces de la cuisine réunionnaise et mauricienne, comme les caris, les civets créoles, les rougails cuits, ou crus comme les rougails de tomates ou les sauces de piment, la mayonnaise créole, l'amok  (poisson ou poulet en sauce, cuit dans une feuille de bananier) et le tom yam thaï. Les feuilles fraîches sont finement hachées pour les curry, spécialement le curry panang à la noix de coco . Il parfume aussi le beurre blanc. Au Laos, le sousi pa gnon est un curry de poisson, avec coco et combava,. Dans la cuisine thaï le combava est souvent associé à l'ail, au galanga et au gingembre .
Une confiture à la banane, à la mangue et au combava a obtenu la médaille d'argent au concours général agricole 2020 .
Les fruits pressés avec les olives donnent une huile d'olive parfumée au combava .

### Boissons
On utilise le jus pour préparer une boisson désaltérante. Les feuilles et le zeste entrent dans la composition de nombreux cocktails à base de gin ou de vodka, ainsi que de sirops ,. Le rhum arrangé au combava est un classique réunionnais .
Kaffir beer ou bière des Bantous n'est pas une bière parfumée au combava, en revanche il existe des bières blanches parfumées au combava ou coriandre/combava ,,

### Conservation
Les feuilles de combava se congèlent bien (conservation 6 mois) ou se mettent pour 2 semaines au plus dans le bac à légumes du réfrigérateur enveloppées dans un papier humide, puis dans un sac hermétique .